# Philipp Hofmann (Politiker)
Philipp Conrad Wilhelm Hofmann (* 17. Februar 1804 in Herborn; † nach 1857) war ein deutscher Kaufmann und Mitglied der ersten Kammer der Landstände des Herzogtums Nassau.

## Leben
Philipp Hofmann wurde als Sohn des Kaufmanns Johann Ludwig Hofmann (1766–1818) und dessen Ehefrau Elisabetha Catharina Walter (1767–1818) geboren. Am 4. Juli 1829 heiratete er in Rennerod Elisabethe Wilhelmine Jacobi (* 1808, Tochter des Kaufmanns Georg Heinrich Jacobi und der Elisabethe Susanne Born). 
Er war in Rennerod als Kaufmann tätig, als er am 22. April 1854 ein Mandat für die erste Kammer des Landtags des Herzogtums Nassau erhielt. Er wurde als Nachfolger des Abgeordneten Philipp Bertram aus der Gruppe der Grundbesitzer für den Wahlkreis I Rennerod gewählt und übte sein Amt bis 1857 aus. 